# Devetakia
Devetakia is een geslacht van weekdieren uit de klasse van de Gastropoda (slakken).

## Soorten
- Devetakia krushunica Georgiev & Glöer, 2011
- Devetakia mandrica Georgiev, 2012
- Devetakia pandurskii Georgiev & Glöer, 2011
- Devetakia veselinae Georgiev & Glöer, 2015